# Xandrames dholaria
Xandrames dholaria là một loài bướm đêm trong họ Geometridae.